# Microcephalops
Microcephalops är ett släkte av tvåvingar. Microcephalops ingår i familjen ögonflugor.

## Dottertaxa tillMicrocephalops, i alfabetisk ordning[1][2]
- Microcephalops adunatus
- Microcephalops angustifacies
- Microcephalops anthracias
- Microcephalops banksi
- Microcephalops borneensis
- Microcephalops brevicornis
- Microcephalops conspectus
- Microcephalops damasi
- Microcephalops dolosus
- Microcephalops exsertus
- Microcephalops fimbriatus
- Microcephalops floridae
- Microcephalops griseus
- Microcephalops homoeophanes
- Microcephalops inermus
- Microcephalops kurseongiensis
- Microcephalops latifrons
- Microcephalops microdes
- Microcephalops minisculus
- Microcephalops montanus
- Microcephalops mutuus
- Microcephalops opacus
- Microcephalops parafloridae
- Microcephalops ravilateralis
- Microcephalops rufopictus
- Microcephalops spenceri
- Microcephalops stenopsis
- Microcephalops subaeneus
- Microcephalops subdolosus
- Microcephalops transversalis
- Microcephalops williamsi